# Jean-Dominique Cassini
För andra betydelser, se Cassini (olika betydelser).
Jean-Dominique Cassini, greve Cassini de Thury, född 30 juni 1748 och död 18 oktober 1845, var en fransk astronom, son till César-François Cassini de Thury.
Cassini blev direktör för Parisobservatoriet efter faderns död. Han fortsatte och avslutade 1793 dennes karta över Frankrike och utgav Mémoires pour servir à l'historie des sciences et á cellle de l'obervatoire royal (1810), där bland annat de 4 astronomerna Cassinis levnadsöden närmare skildras.